# Biserica romano-catolică din Sânmartin, Harghita

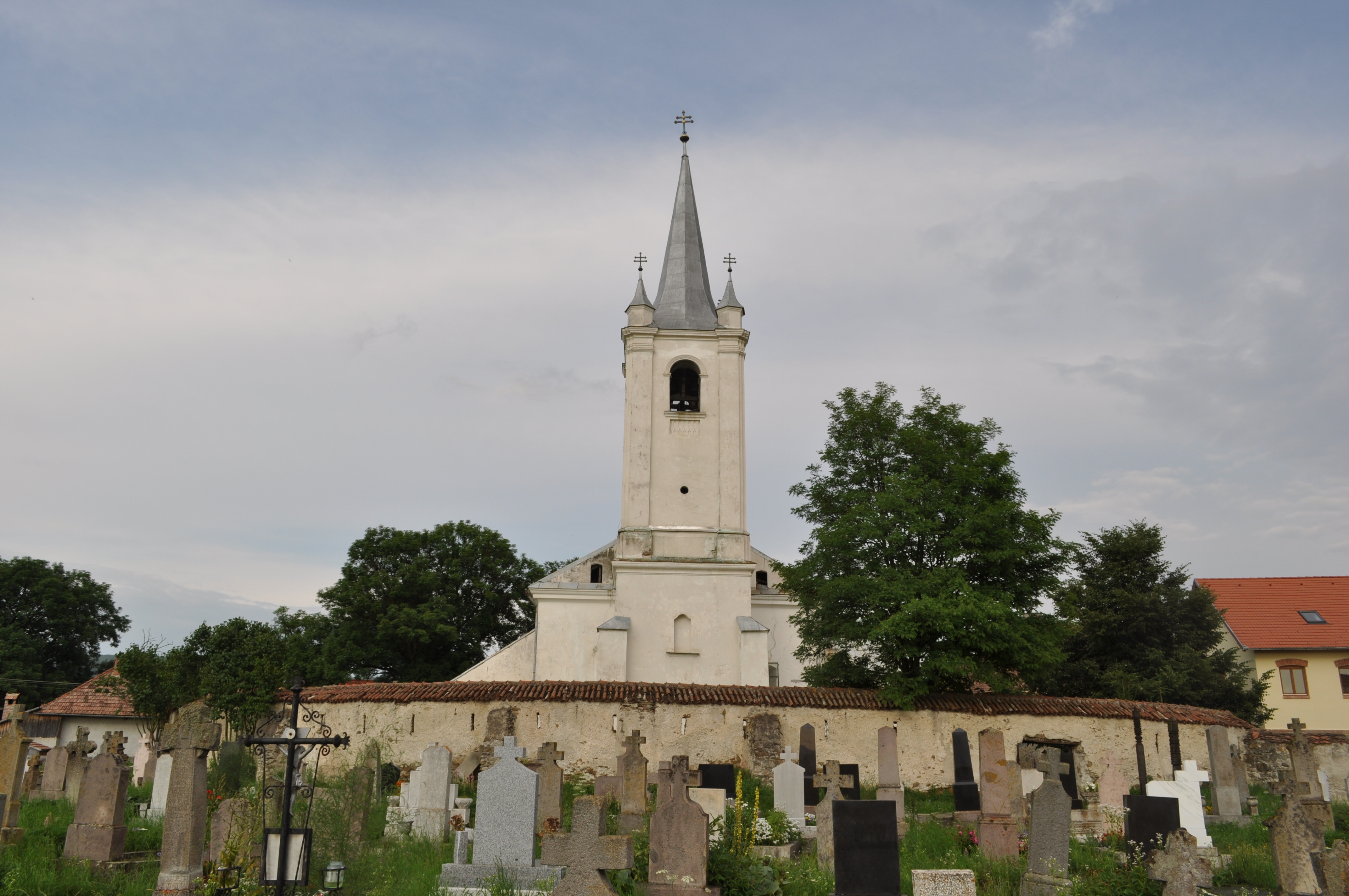
Biserica romano-catolică din Sânmartin, județul Harghita, foto: iulie, 2011.

Biserica romano-catolică din Sânmartin, județul Harghita, a fost construită între anii 1802-1817. Lăcașul de cult se află sub patronajul Sf. Martin, episcop de Tours, cu sărbătoarea de hram pe 11 noiembrie. Edificiul figurează pe lista monumentelor istorice 2010, cod LMI HR-II-a-B-12964.

## Istoric și trăsături
Biserica catolică inițială datează din sec. XIV, în stil romanic, dar din sec. XV secțiuni ale acesteia au fost dărâmate și înlocuite în stilul gotic. Biserica a fost dărâmată în 1749.
A fost construită între anii 1802-1817, în stil baroc, aripa răsăriteană fiind mai târziu lărgită (35 m lungime, 13 m lățime). Este înconjurată de un zid fortificat din piatră. A fost sfințită în 14 iunie 1817 de Alexandru (Sándor) Rudnay, episcop romano-catolic de Alba Iulia. Turnul bisericii este mai vechi (24 m înălțime), construit în 1749, în factură gotică, de Ferenc Szabó.
Statuia Maicii Domnului din biserică datează din 1525. Până în 1870 a fost podoaba altarului principal, acum se află lângă zidul nordic în stare revopsită. Crucea aflată în capela bisericii, altarul și amvonul, sunt de asemenea valoroase. Statuile bisericii au fost făcute de Simon Hoffmayer, un reprezentant de renume al școlii de sculptori de la Cluj din secolul al XVIII-lea. Deasupra altarului principal, până în 1960, s-au putut vedea fresce din sec. XIX realizate de János Pap, reprezentând scene și personaje biblice. Orga bisericii a fost construită de meșterul brașovean József Nagy. 
Clopotul mic, care cântărește 300 de kilograme, datează din 1495. Clopotul mare, care cântărește 800 de kilograme, a fost turnat în 1688. Copia celui de-al treilea clopot a fost realizata în cinstea Sfântului Rege Ștefan în anul 1770, având o inscripție latinească: SANCTE MARTINE ET CONFESSOR ORA PRO NOBIS DEUM UT HUJUS CAMPANAE AD QUID LOCUM PERVENERIT SEMPER IMBER RECEDAT FIERI. CURAVIT ECCLESIA CSIK SZENT MARTONIENSIS A UX: G.D. MICHT.LITT. IVR. NOTARII S.S. CSIK INFERNI ANNO 1688. STEPHA BOLTOSCH FUDIT. ("Sfinte mărturisitor Martin, roagă-te pentru noi la Dumnezeu, astfel ca sunetul clopotului să alunge grindina. Turnat de G.D., straja din Sânmartin, cu ajutorul șefului notarilor, Mihály Alcsík, și de István Boltosch, în anul 1688.")
Începând din 1819, importante personaje din zonă au fost înmormântate în curtea acestei biserici.

## Galerie de imagini

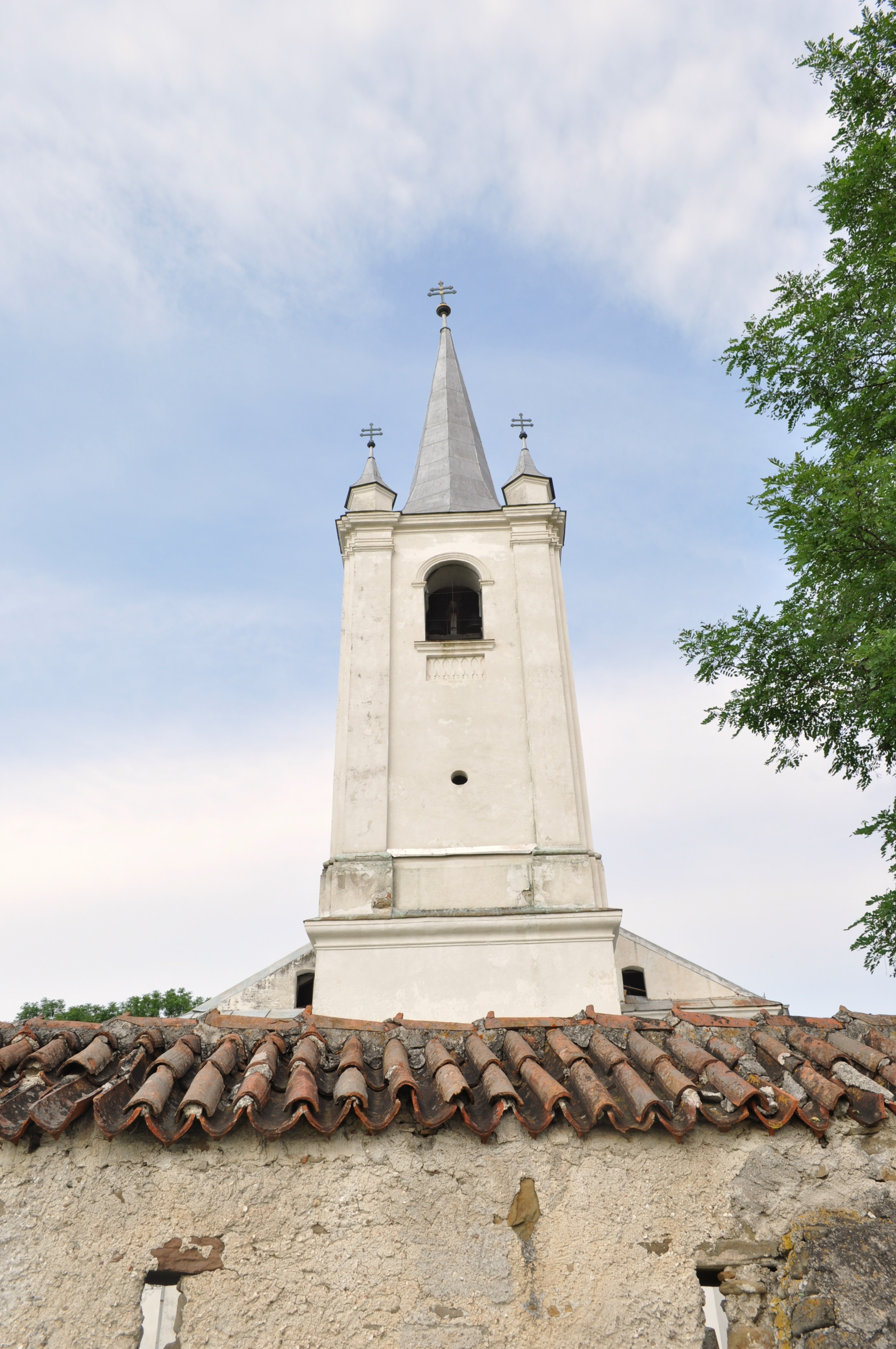
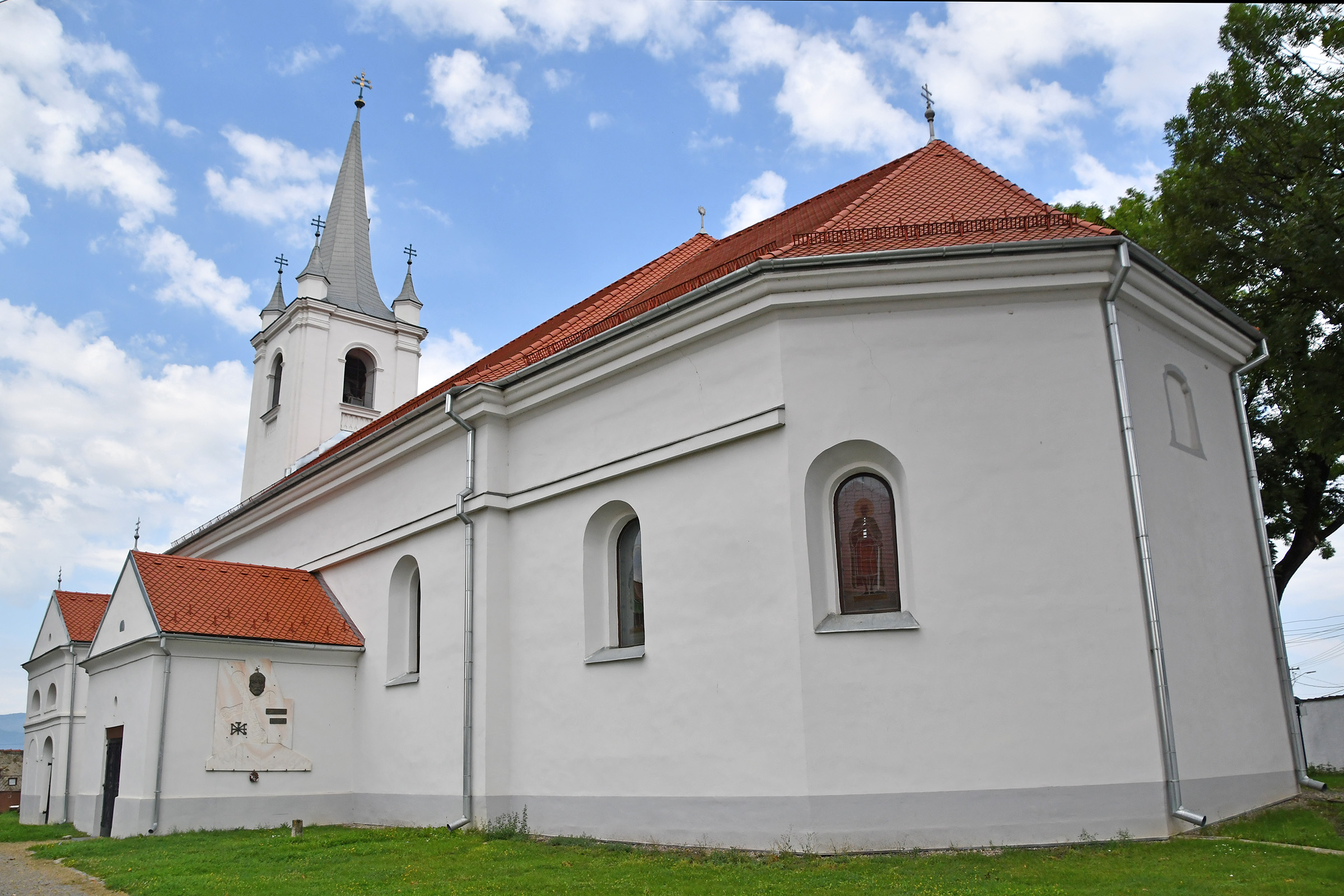